# يوهان فريدريش بلومنباخ
يوهان فريدريش بلومنباخ (بالألمانية: Johann Friedrich Blumenbach )‏ (مواليد 11 مايو1752 - 22 يناير 1840) هو طبيب ألماني وعالم طبيعة وأخصائي فيزيولوجيا وأنثروبولوجيا. كان واحدًا من أوائل الذين بحثوا في دراسة الإنسان على أنّها جزء من التاريخ الطبيعي. طُبّقت تعاليمه في علم التشريح المقارن على تصنيفه للأجناس البشرية، والتي صرّح بوجود خمسة منها، وهي القوقازية والمنغولية والمالاية (الماليزية) والإثيوبية والأمريكية. وكان عضوًا في مدرسة غوتنغن للتاريخ.
اعتبر أقران بلومنباخ أنّه واحدٌ من أكبر علماء النظريات لعصره، وكان مرشدًا أو مؤثرَا على العديد من علماء الأحياء الألمان للجيل القادم، بمن فيهم ألكسندر فون هومبولت.

## النشأة والتعليم
ولد بلومنباخ في منزل عائلته في غوتا. كان والده هاينريش بلومنباخ مدير مدرسة محلية، ووالدته شارلوت إليونور هيدفيغ بوديوس. وُلِد لعائلة ذات علاقات واسعة مع أشخاص أكاديميين.
درس بلومنباخ الطب في يينا ثم في غوتنغن. اعتُبر فتى أعجوبة في سن السادسة عشرة في عام 1768. تخرج من غوتنغن في عام 1775 بأطروحة طبيب بعنوان «عن التنوع الطبيعي للجنس البشري، جامعة غوتنغن»، نُشرت لأول مرة في عام 1775 ثم أُعيد إصدارها مع تغييرات على صفحة العنوان في عام 1776. تُعتبر أحد أكثر الأعمال تأثيرًا في تطور المفاهيم اللاحقة لـ«الأجناس البشرية». احتوت الأطروحة على بذرة البحوث القحفية التي قادت الكثير من استفساراته اللاحقة.

## الحياة المهنية
عُيّن أستاذًا مؤقتًا للطب ومفتشًا لمتحف التاريخ الطبيعي في غوتنغن في عام 1776 وأستاذًا في عام 1778. سرعان ما بدأت مساهماته في إثراء صفحات مجلة المكتبة الطبية، والتي كان المحرر فيها من عام 1780 إلى 1794، مع العديد من المساهمات في الطب والفيزيولوجيا وعلم التشريح. في الفيزيولوجيا، كان من مدرسة ألبريشت فون هالر ومعتادًا على توضيح نظريته من خلال مقارنة دقيقة للوظائف الحيوانية للإنسان مع وظائف الحيوانات الأخرى. بعد اكتشاف بارون كوفييه، أعطى بلومنباخ الماموث الصوفي أول اسم علمي له في عام 1799، وهو إليفاس بريمينيوس (الفيل الأول).
امتدت سمعته إلى حد كبير من خلال نشره كتاب مؤسَّسات الفيزيولوجيا (1787)، وهو عبارة عن عرض مكثف ومُرتب جيدًا للوظائف الحيوانية، شُرح دون مناقشة التفاصيل التشريحية الدقيقة. بين إصداره الأول وعام 1821، مرّ بالعديد من الإصدارات في ألمانيا، حيث كان الكتاب المدرسي العام لعلم الفيزيولوجيا. تُرجم إلى الإنجليزية في أمريكا من قبل تشارلز كالدويل (فيلادلفيا 1798)، وفي لندن من قبل جون إليوتسون (1807).
ما زال معروفًا على نطاق واسع من خلال كتابه «كتيب التشريح المقارن»، الذي مر عبر العديد من الطبعات الألمانية من ظهوره في عام 1805 حتى عام 1824. وتُرجم إلى اللغة الإنجليزية في عام 1809 من قبل الجراح السير وليام لورانس، ومرة أخرى مع التحسينات والإضافات بقلم ويليام كولسون في عام 1827. هذا الدليل، رغم كونه أصغر من الأعمال اللاحقة لكوفيير وكاروس وغيرهم، ولا يمكن مقارنته مع المعارض اللاحقة مثل معرض غيغنبور، قُدّرت لفترة طويلة دقة ملاحظات المؤلف الخاصة وتقديره العادل لأعمال سابقيه.
رغم كون الجزء الأكبر من حياة بلومنباخ في غوتنغن، زار سويسرا في عام 1789، وقدم طبوغرافيا طبية غريبة لتلك الدولة في المكتبة. كان في إنجلترا في 1788 و1792. انتُخب عضوًا أجنبيًا في الجمعية الملكية في لندن في 1793 عام وعضوًا فخريًا أجنبيًا في الأكاديمية الأمريكية للفنون والعلوم في 1794. في عام 1808 أصبح مراسلًا، يعيش في الخارج، للمعهد الملكي الهولندي. في عام 1827 تغير منصبه هذا ليصبح عضوًا مرافقًا (أو زميل). عُيّن أمينًا للجمعية الملكية للعلوم في غوتنغن في عام 1812، وعُيّن طبيبًا للعائلة المالكة في هانوفر من قِبل الأمير ريجنت في عام 1816، وعُيّن قائدًا برتبة فارس للتنظيم الغيلفي في عام 1821، انتُخب عضوًا في أكاديمية العلوم في باريس في عام 1831. أُنشأ منحًا دراسية احتفالًا بيوبيل الدكتوراه (1825) لمساعدة الأطباء الشباب الموهوبين وعلماء الطبيعة. انتُخب عضوًا أجنبيًا في الأكاديمية الملكية السويدية للعلوم في عام 1813. تقاعد في عام 1835. توفي بلومنباخ في غوتنغن في عام 1840.

### بيلدونغستريب
قدم بلومنباخ العديد من الإسهامات للجدالات العلمية في النصف الأخير من القرن الثامن عشر فيما يخص التطور والإبداع. كانت مساهمته المركزية في تقديمه لمفهوم التشكل الحيوي (أو بالألمانية: Bildungstrieb)، والتي هي قوة وراثية داخل الكائن الحي تقوده لإنشاء وحفاظ وإصلاح شكله.

#### الخلفية
تبنّت علوم التنوير والفلسفة بشكل أساسي وجهة نظر ثابتة للطبيعة والإنسان، لكنّ الطبيعة الحيوية استمرت في مقاطعة هذا الرأي، واحتلت كلّ من قضية الحياة وخلق الحياة وتنوعاتها بشكل متزايد الاهتمام، و«ابتداء من أربعينيات القرن التاسع عشر، دخل مفهوم القوة الحيوية مجددًا إلى مشهد التوليد... يجب أن يكون هناك بعض «القوة الإنتاجية» في الطبيعة التي مكنت المواد غير المنظمة من توليد أشكال حية جديدة».
كتب جورج لويس لوكلير، كومت دي بوفون عملًا مؤثرًا في عام 1749، يُعرف بالتاريخ الطبيعي، أحيى الاهتمام بالطبيعة الحيوية. تبنّى بوفون فكرة أن هناك بعض القوى النفوذة، والتي نظمت الجزيئات العضوية المكونة للكائن الحي. ترجم إراسموس داروين فكرة بوفون عن الجسيمات العضوية إلى «جزيئات ذات ميول تكوينية»، وفي ألمانيا تُرجمت فكرة بوفون عن التنظيم الداخلي (بالألمانية: moule interieur) والناشئة عن عمل القوى النفوذة، إلى اللغة الألمانية باسم كرافت (القوة).
ظهر المصطلح الألماني للقوة الحيوية أو القوة الحية (بالألمانية: (Lebenskraft)، تمييزًا لها عن القوى الكيميائية أو الفيزيائية، لأول مرة من قبل ميديكوس في مقالته ليبنسكرافت (1774). اضطر العلماء إلى اعتبار وجود قوى خفية وغامضة في المادة الحية تقاوم القوانين الفيزيائية، فعلى سبيل المثال، الحيوانات ذات الدم الدافئ تحافظ على درجة حرارة ثابتة رغم تغير درجات الحرارة الخارجية.
في عام 1759، قدم كاسبر فريدريك وولف عالم الأجنة الألماني دليلًا على الفكرة القديمة المتمثلة في التخليق، أو ما يُعرف بالحياة المسبقة التشكل، والتي كانت تخوّفًا من مادة غير متشكلة، وجلب نزاعه مع فون هالر قضية الحياة إلى صدارة العلوم الطبيعية والفلسفة. عرّف وولف «القوة الأساسية» (بالألمانية: essentliche Kraft) التي سمحت للبنية أن تكون نتاجًا للقوة على أنّها «القوة ذاتها التي من خلالها، في الجسم النباتي، تتأثر كل تلك الأشياء التي نصِفُها على أنّها الحياة».

#### بيلدنسبريغ لبلومينباخ
في حين لم يكن وولف مهتمًا بتسمية هذه القوة الحيوية المنظمة والتناسلية، طرح خليفته بلومينباخ في مدرسة غوتنغن للفيزيولوجيا في عام 1789 محرك أو دافع تكويني مسؤول عن «الإنجاب، والتغذية، والتكاثر» البيولوجي. وكذلك تنمية الذات والكمال الذاتي على المستوى الثقافي.
يرى بلومنباخ أن جميع الكائنات الحية «من الإنسان إلى الديدان ومن شجر الأرز إلى العفن الشائع» تمتلك جهدًا أو نزعةً فطرية فعالة ونشطة طالما أنّ الحياة مستمرة؛ لتحقيق الشكل المحدد للأنواع أولًا وللحفاظ عليه بالكامل واستعادته بقدر الإمكان عندما يتعدى عليه. هذه القوة من الحيوية «لا يمكن أن تُعزى لأي صفات فيزيائية أو كيميائية أو ميكانيكية».
قارن بلومنباخ بين الشك بأصل وطبيعة القوة التكوينية وشكوك متشابهة حول الانجذاب الجاذبي: «بنفس الطريقة التي نستخدم بها اسم الجاذبية أو الجذب للدلالة على قوى معينة، تبقى أسبابها خفية كما يقولون في ظلام قبيلة الكيميريون، يمكن للقوة التكوينية أن تشرح توليد الحيوانات».
في الوقت نفسه، بما يتناسب مع الفكرة المركزية لعلم وطب القطبية الديناميكية، شكلت الهوية الوظيفية الفيزيولوجية أيضًا ما أطلق عليه علماء نظريات المجتمع أو العقل «الطُّموح». وجدت فرضية بيلدنسبريغ لبلومنباخ طريقًا سريعًا لصياغة النظريات التطورية في العقد التالي لتشكيلها ومكانًا في تفكير فلاسفة الطبيعة الألمان (ص 245).
أجرى صموئيل هانيمان، وهو أحد معاصري بلومنباخ، دراسة تفصيلية حول كيفية تأثر هذه القوة المولدة والإنجابية والإبداعية، والتي أطلق عليها اسم «قوة توليد قوة الحياة» للكائن الحي، سلبًا بالعوامل المؤذية المُحدثة للمرض.

## التأثير على علم الأحياء في ألمانيا
اعتُبر بلومنباخ رائدًا للعلوم الألمانية من قبل معاصريه. ووصفه كل من كانت وفريدريش شيلينج على أنّه: «واحد من أعمق علماء النظريات البيولوجيين في العصر الحديث». وعلى حد تعبير المؤرخ العلمي بيتر واتسون: «نصف علماء البيولوجيا الألمان تقريبًا خلال أوائل القرن التاسع عشر درسوا بإشرافه أو استلهموا منه، على سبيل المثال: ألكساندر فون همبولت وكارل فريدريش كيلماير وغوتفريد راينهولد تريفيرا وهاينريش فريدريش لينك ويوهان فريدريش ميكيل وجوهانز إيليجير ورودولف فاجنر.

## روابط خارجية
- يوهان فريدريش بلومنباخ على موقع الموسوعة البريطانية (الإنجليزية)